# FireMonkey
FireMonkey (FMX) — GUI-фреймворк, использующий возможности графического процессора. Является кроссплатформенным: поддерживаются Windows, Mac OS, Apple iOS и Android.
Под названием VG-Scene разрабатывалась Евгением Крюковым из Улан-Удэ, Россия (компания KSDev) как вектор-базированная GUI-библиотека следующего поколения.. В 2011 году американская компания Embarcadero Technologies купила права на библиотеку и включила её в состав своих продуктов. Позже Евгений Крюков получил работу в Embarcadero Technologies.
FireMonkey входит, параллельно с традиционной Visual Component Library, в состав Delphi XE3, Delphi XE2, C++Builder XE2 и RAD Studio XE2, включая RadPHP и Embarcadero Prism.
В 2012 году FireMonkey под кодовым именем FireMonkey FM2 вошла в состав Delphi XE3, C++Builder XE3 и RAD Studio XE3, Embarcadero HTML5 Builder и Embarcadero Prism XE3.
В апреле 2013 года вышел FireMonkey FM3, которая распространяется вместе с Embarcadero RAD Studio XE4.
Используя возможности Pixel Shader 2.0 FireMonkey позволяет обогащать графический интерфейс программ широким набором визуальных эффектов. Даёт возможность строить пользовательские масштабируемые векторные и 3D-интерфейсы.
Позволяет отделить пользовательский интерфейс от бизнес-логики и механизмов доступа к данным (см. model-view-controller), что в частности позволяет размещать невизуальные части приложения в облачных сервисах: Amazon или Azure.
Обобщённо говоря, основная часть продукта — это сценарный компонент (к примеру — главный компонент от GLScene), векторный, только 2D. Имеются свои компоненты, а главное — мощное средство их редактирования со скинами. То есть с помощью встроенного редактора вы можете создать свой уникальный компонент, на базе одного или нескольких базовых. Имеются встроенные разнообразные методы анимирования компонентов, работа с векторной графикой.

Embarcadero Technologies August 19, 2024 сообщила печальную новость. Умер Евгений Крюков – талантливый программист, основатель компании KSDev 